# Фотобіологія
Фотобіологія — це наукове вивчення взаємодії світла (технічно, нейонізівного випромінення) та живих організмів. Галузь включає дослідження фотофізики, фотохімії, фотосинтезу, фотоморфогенезу, візуальної обробки, циркадних ритмів, фоторуху, біолюмінесценції та впливу ультрафіолетового випромінювання.
Поділ між йонізівним випромінюванням та нейонізівним випромінюванням зазвичай роблять за енергією фотона, більшою ніж 10 еВ, що приблизно відповідає як першій енергії йонізації кисню, так і енергії йонізації водню приблизно 14 еВ.

## Фотобіологи
- Томас Патрік Кугілл[en], колишній президент Американського товариства фотобіології[en]
- Гарольд Ф. Блюм[en], який досліджував рак шкіри, викликаний сонячним світлом